# Antonio Capone
Antonio Capone (Salerno, 13 giugno 1953) è un ex calciatore italiano, di ruolo attaccante.

## Carriera
Cresciuto alle giovanili della Salernitana, esordisce in 1ª squadra in Serie C nel 1971. Titolare granata, disputa 3 stagioni totalizzando 106 presenze, 23 gol. Nel 1975 va in Serie B al Brindisi; l'esperienza non è delle migliori e nel mercato invernale torna alla Salernitana terminando la stagione con 22 presenze e 4 gol.
Torna in Serie B all'Avellino: 9 gol in 31 gare. L'anno dopo il Napoli lo prende in comproprietà. Qui esordisce alla 3ª gara a San Siro contro l'Inter (subentrando a Valente), la domenica successiva è titolare in Napoli-Genoa 0-0.
Complici i problemi fisici di Chiarugi, giocò spesso titolare, in squadra con Savoldi, e segna i suoi primi 2 gol in serie A in Napoli-Lazio 4-3. In Coppa Italia, il 17 maggio 1978, segna la tripletta al Taranto al San Paolo, gara finita 3-0, valevole per il girone finale.
Il Napoli riscatta l'altra metà dall'Avellino e gioca da riserva. Nell'estate 1981  va in prestito alla Pistoiese in Serie B, disputa la sua migliore stagione realizzativa (27 presenze, 10 gol, anche se molti su rigore), torna al Napoli l'estate successiva, non trovando spazio in campionato dove fa 3 presenze; segna all'Atalanta in Coppa Italia. Dopo l'ennesima presenza da subentrato (10 ottobre 1982: Napoli-Roma 1-3), è ceduto al Lecce. Chiude l'esperienza napoletana con 84 presenze, 12 gol totali fra Serie A, Coppa Italia.
Dopo 16 presenze e 3 gol coi giallorossi, va al Modena in Serie C, e in estate 1984 alla Spal (Serie C) dove chiude la carriera ai professionisti nel 1985, a 32 anni.
In autunno 1985 lo chiama la Fermana, in interregionale (girone H), con cui segna 10 gol nella stagione 1985/86, salvandosi nello spareggio col Canosa sul neutro di Castel di Sangro (AQ), disputato a maggio 1986 (risultato finale: 0-0, 4-2 d.c.r.). Resta ai "canarini" la stagione successiva (nel medesimo campionato e girone) siglando 13 reti con la Fermana che si piazza al 4º posto.